# Cyathostemma glabrum
Cyathostemma glabrum är en kirimojaväxtart som först beskrevs av Johan Baptist Spanoghe, och fick sitt nu gällande namn av L.W. Jessup och Utteridge. Cyathostemma glabrum ingår i släktet Cyathostemma, och familjen kirimojaväxter. Inga underarter finns listade i Catalogue of Life.